# Mads Hansen (fodboldspiller, født 2002)
 Der er flere personer med dette navn, se Mads Hansen.
Mads Kristian Hansen (født d. 28. juli 2002) er en dansk professionel fodboldspiller, som spiller for den norske klub SK Brann.

## Klubkarriere

### FC Midtjylland
Hansen begyndte sin karriere hos FC Midtjylland, hvis ungdomsakademi han kom igennem. Han fik sin debut for førsteholdet den 20. juli 2021. Han scorede sit første professionelle mål den 24. oktober i en 3-2 sejr over SønderjyskE.

### FC Nordsjælland
Hansen skiftede i januar 2022 til FC Nordsjælland som del af en aftale som sendte Mads Døhr Thychosen til FC Midtjylland.

## Landsholdskarriere
Hansen har repræsenteret Danmark på flere ungdomsniveauer.